# STOVL
STOVL (del inglés de Short Take-Off and Vertical Landing, «despegue corto y aterrizaje vertical») es la capacidad de algunos aviones para despegar de una pista de aterrizaje corta o no preparada y para aterrizar verticalmente. El avión más popular probablemente sea el Hawker Siddeley Harrier, que fue pensado y diseñado para ser un avión VTOL aunque actualmente sus características son STOVL dado las mayores capacidades de combustible y armamento con las que ahora cuenta. Lo mismo es aplicable para el futuro F-35 Lightning II en su variante F-35B, que ya ha demostrado sus capacidades VTOL en las pruebas del prototipo y que actualmente es considerado como una aeronave STOVL.
Ejemplos de aviones con capacidad STOVL:
- EWR VJ 101C
- Dassault Mirage IIIV
- Yakovlev Yak-38
- Yakovlev Yak-141
- Lockheed Martin F-35B Lightning II

Ejemplos de buques con capacidad STOVL, actualmente en servicio:
- USS America (LHA-6)
- USS Wasp (LHD-1)
- USS Essex (LHD-2)
- USS Kearsarge (LHD-3)
- USS Boxer (LHD-4)
- USS Bataan (LHD-5)
- USS Bonhomme Richard (LHD-6)
- USS Iwo Jima (LHD-7)
- USS Makin Island (LHD-8)
- Cavour (C 550)
- Giuseppe Garibaldi (C 551)
- INS Viraat (R22)
- Juan Carlos I (L-61)
- HMAS Canberra (LHD 02)
- HTMS Chakri Naruebet